# ۹۳۷ (میلادی)
۹۳۷ (میلادی) نهصد و سی و هفتمین سال تقویم میلادی است.

## درگذشتگان
‎